# Dorolț
Dorolț là một xã thuộc hạt Satu Mare, România. Dân số thời điểm năm 2002 là 3511 người.